# Toonumbar National Park
Toonumbar National Park är en park i Australien. Den ligger i delstaten New South Wales, i den sydöstra delen av landet, omkring 610 kilometer norr om delstatshuvudstaden Sydney. Arean är 149 kvadratkilometer.
Runt Toonumbar National Park är det mycket glesbefolkat, med 2 invånare per kvadratkilometer.. 
I omgivningarna runt Toonumbar National Park växer i huvudsak städsegrön lövskog. Genomsnittlig årsnederbörd är 1 387 millimeter. Den regnigaste månaden är januari, med i genomsnitt 260 mm nederbörd, och den torraste är oktober, med 36 mm nederbörd.